# Pancorius thorelli
Pancorius thorelli là một loài nhện trong họ Salticidae.
Loài này thuộc chi Pancorius. Pancorius thorelli được Eugène Simon miêu tả năm 1899.